# Rhetograph

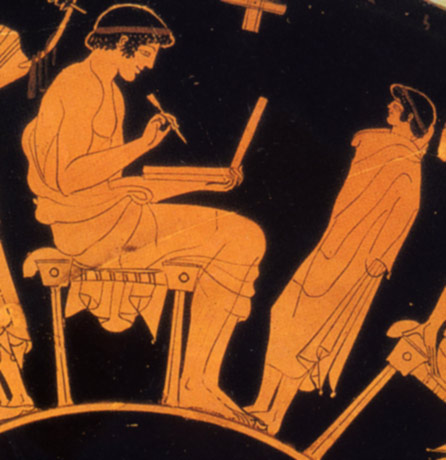
Darstellung eines Mannes mit „Rhetograph“ auf der Schulschale (Duris, um 500 v. Chr.)

„Rhetograph“ (etwa: Rhetorikschreiber) ist ein fingierter Lexikonartikel im Historischen Wörterbuch der Rhetorik (Band 7).
Eine Abbildung zeigt das Vasenbild eines griechischen Epheben, der eine aufklappbare Schreibtafel auf den Knien hält, die vom Artikel als eine frühe Form des elektronischen Notebooks interpretiert wird. Der Artikel diskutiert mögliche Benennungsformen (Rhetograph, Rhetocheirograph, Leptograph) und begegnet phantasievoll dem antizipierten Einwand, die Antike habe noch über keine Elektrizität verfügt.